# Jan Schaffrath
Jan Schaffrath, nascido a 17 de setembro de 1971, em Berlim, é um antigo ciclista alemão e actual director desportivo da equipa Etixx-Quick Step.

## Biografia
Após ter sido campeão do mundo militar em duas ocasiões, Jan Schaffrath estreiou como profissional em 1997 com a equipa Telekom. Tem feito toda a sua vida desportiva como parceiro de Jan Ullrich e Erik Zabel. Ao final da sua carreira em 2005, acompanhou a este último à nova equipa Team Milram convertendo-se em director desportivo.
Em 2007, passa a dirigir a equipa T-Mobile, que depois passaria a ser a equipa Team High Road em 2008. Esta equipa desapareceu ao final de 2011, pelo que passou a dirigir em 2012 à equipa Omega Pharma-Quick Step.

## Palmarés
1994
- 3º no Campeonato do mundo em contrarrelógio por equipas

1996
- Volta a Nuremberga

## Resultados nas grandes voltadas

### Tour de France
- 1999 : 136º

### Volta a Espanha
- 2001 : 113º
- 2002 : 89º
- 2003 : abandono

### Giro d'Italia
- 2002 : 122º
- 2005 : 56º